# Amerikaanse toyterriër
De Amerikaanse toyterriër is een hondenras dat afkomstig is uit de Verenigde Staten. Deze Terriër wordt niet erkend door de FCI. Het is een kruising van de Foxterriër en de Engelse toyterriër. Een volwassen dier is ongeveer 25 centimeter hoog.